# Automatización del trabajo
La automatización del trabajo (automatización: del griego antiguo auto, ‘guiado por uno mismo’) es un sistema donde se transfieren tareas de producción, realizadas habitualmente por operarios humanos a un conjunto de elementos tecnológicos. Estos sistemas son comúnmente usados en procesos de producción en masa, regulación de temperatura de calderas y hornos, estabilización y navegación de barcos y aeronaves, etc. 
El mayor beneficio que tiene el trabajo automatizado, aparte de sustituir el trabajo del hombre, es el de optimizar la utilización de recursos como energía y materiales. Además también incrementa la calidad, velocidad y precisión de la producción en serie. 
La palabra automatización, inspirada en la palabra anterior automático, no era usada comúnmente hasta que en 1947 la empresa estadounidense General Motors estableció el departamento de automatización. Después de esto, se comenzó a masificar el uso de estos sistemas en Estados Unidos y en el resto de los países más desarrollados de Europa y Asia.

## Partes de un sistema automatizado

### Parte de mando
Esta parte suele consistir en un autómata programable, es decir, un sistema tecnológico que funciona sin la necesidad de que un humano lo controle directamente. Este realiza las órdenes que le son programadas por el operario, dejando más tiempo a los trabajadores para enfocarse en otras áreas de la producción. En un sistema de fabricación automatizado el autómata programable esta en el centro del sistema. Este debe ser capaz de comunicarse con todos los constituyentes de sistema automatizado. Esta clase de tecnología es relativamente nueva, ya que hace poco, en vez de autómatas, se utilizaban relés electromagnéticos, tarjetas electrónicas o módulos lógicos neumáticos (tecnología cableada).

### Parte operativa
La parte operativa es la parte que actúa directamente sobre la máquina. Son los elementos que hacen que la máquina se mueva y realice la operación deseada. Los elementos que forman la parte operativa son los accionadores de las máquinas como motores, cilindros, compresores.

## Tipos de automatización

### Control discreto (On/Off)
Uno de los más simples tipos de control es el control On/Off. Un ejemplo de esto son los termostatos que se utilizan en las viviendas, que sólo tienen un botón de prendido y apagado para controlar el calor. Sistemas un poco más complejos poseen también un controlador con varios niveles de calor y múltiples velocidades para el ventilador.

### Control continuo
El tipo de control que ha revolucionado la manufactura, la ciencia aeroespacial, las comunicaciones y otras industrias, es el control de retroalimentación,  el cual es usualmente continuo. Este consiste en la toma de medidas usando un sensor y haciendo ajustes en los cálculos para poder tomar medidas variable y así el sistema siga trabajando sin la necesidad de que intervenga el operador humano.

### Control Secuencial
El control secuencial no es más que una secuencia de algoritmos (instrucciones) que se van ejecutando uno tras de otro. El primero que se haya escrito es el primero que se ejecuta y la salida de una orden es el comienzo de la siguiente. Esto sigue así hasta el final del proceso. 
Este tipo de estructuras se basan en las 5 etapas que deben seguir todos los algoritmos o programas: definición de variables, inicialización de variables, lectura de datos, cálculo y salida.

### Control computacional
Los computadores pueden realizar ambos, controles secuenciales y de retroalimentación. Típicamente un único computador hace ambos procesos en una aplicación industrial.
El control computacional ha ido reemplazando con el tiempo los controles que se dedican a un solo proceso, ya que estos se pueden encargar de operar cientos de procesos al mismo tiempo. Esto lo realiza por medio de procesamientos de información provenientes de todos los controles programables que opera y así controla todas las múltiples variables que inciden en el proceso de automatización. Además, mientras operan todo el sistema, también pueden analizar toda la información del proceso, para así crear gráficos en tiempo real para que los operadores humanos tengan noción de cómo se está realizando el proceso de automatización , lo que les permite tomar decisiones más informadas y reparar errores de programación más eficientemente.

## Objetivos de la automatización
- Mejorar la productividad de la empresa, reduciendo los costes de la producción y mejorando la calidad y uniformidad de la misma, mediante un mejor control de la producción y procesos repetitivos.
- Mejorar las condiciones de trabajo del personal, suprimiendo los trabajos penosos e incrementando la seguridad personal.
- Minimizar el esfuerzo humano y tiempo de producción por procesos.
- Realizar las operaciones imposibles de controlar intelectual o manualmente por humanos.
- Reducir la intervención humana, el aburrimiento y posibilidad de error humano (daño en piezas, etc).
- Mejorar la disponibilidad de los productos, pudiendo proveer las cantidades necesarias en el momento preciso.
- Simplificar el mantenimiento de forma que el operario no requiera grandes conocimientos para la manipulación del proceso productivo.
- Integrar la gestión y producción a la empresa.[4]

## Justificación de la automatización.
Realizar un proceso de automatización no siempre justifica la implementación de sistemas de automatización, pero existen ciertos criterios y señales indicadoras que justifican y hacen necesario la implementación de estos sistemas, algunos son:
- Requerimientos de un aumento en la producción
- Requerimientos de una mejora en la calidad de los productos
- Necesidad de bajar los costos de producción
- Escasez de energía
- Encarecimiento de la materia prima
- Necesidad de protección ambiental
- Necesidad de brindar seguridad al personal
- Desarrollo de nuevas tecnologías

La automatización solo es viable si al evaluar los beneficios económicos y sociales de las mejoras que se podrían obtener al automatizar, estas son mayores a los costos de operación y mantenimiento del sistema.

## Historia de la Automatización

### Prehistoria
En un comienzo las primeras máquinas inventadas y utilizadas por el hombre estaban basadas en la necesidad del hombre por realizar tareas que requerían un mayor esfuerzo, tales como levantar un peso pesado con sistemas de poleas o utilizando palancas. Posteriormente las máquinas fueron capaces de sustituir la energía humana o animal por formas naturales de energía renovable, tales como el viento, las mareas, o un flujo de agua.
Todavía después, algunas formas de automatización fueron controlados por mecanismos de relojería o dispositivos similares utilizando algunas formas de fuentes de poder artificiales -algún resorte, un flujo canalizado de agua o vapor para producir acciones simples y repetitivas, tal como figuras en movimiento, creación de música, o juegos. Dichos dispositivos caracterizaban a figuras humanas, fueron conocidos como autómatas y datan posiblemente desde el año 300 AC.

### sigloXVIII
Llegando la revolución industrial comienza a explotar este concepto al utilizar maquinarias a favor de la producción, es así como en 1745 se crea la máquina de tejido controlada por tarjetas perforadas.

### sigloXIX
En 1801, la patente de un telar automático utilizando tarjetas perforadas fue dada a Joseph Marie Jacquard, quien revolucionó la industria del textil. La parte más visible de la automatización actual puede ser la Robótica industrial. Algunas ventajas son repetitividad, control de calidad más estrecho, mayor eficiencia, integración con sistemas empresariales, incremento de productividad, y reducción de trabajo humano. Algunas desventajas son requerimientos de un gran capital, decremento severo en la flexibilidad, y un incremento en la dependencia del mantenimiento y reparación. Por ejemplo, Japón ha tenido necesidad de retirar muchos de sus robots industriales cuando encontraron que eran incapaces de adaptarse a los cambios dramáticos de los requerimientos de producción, no siendo posible justificar sus altos costos iniciales.

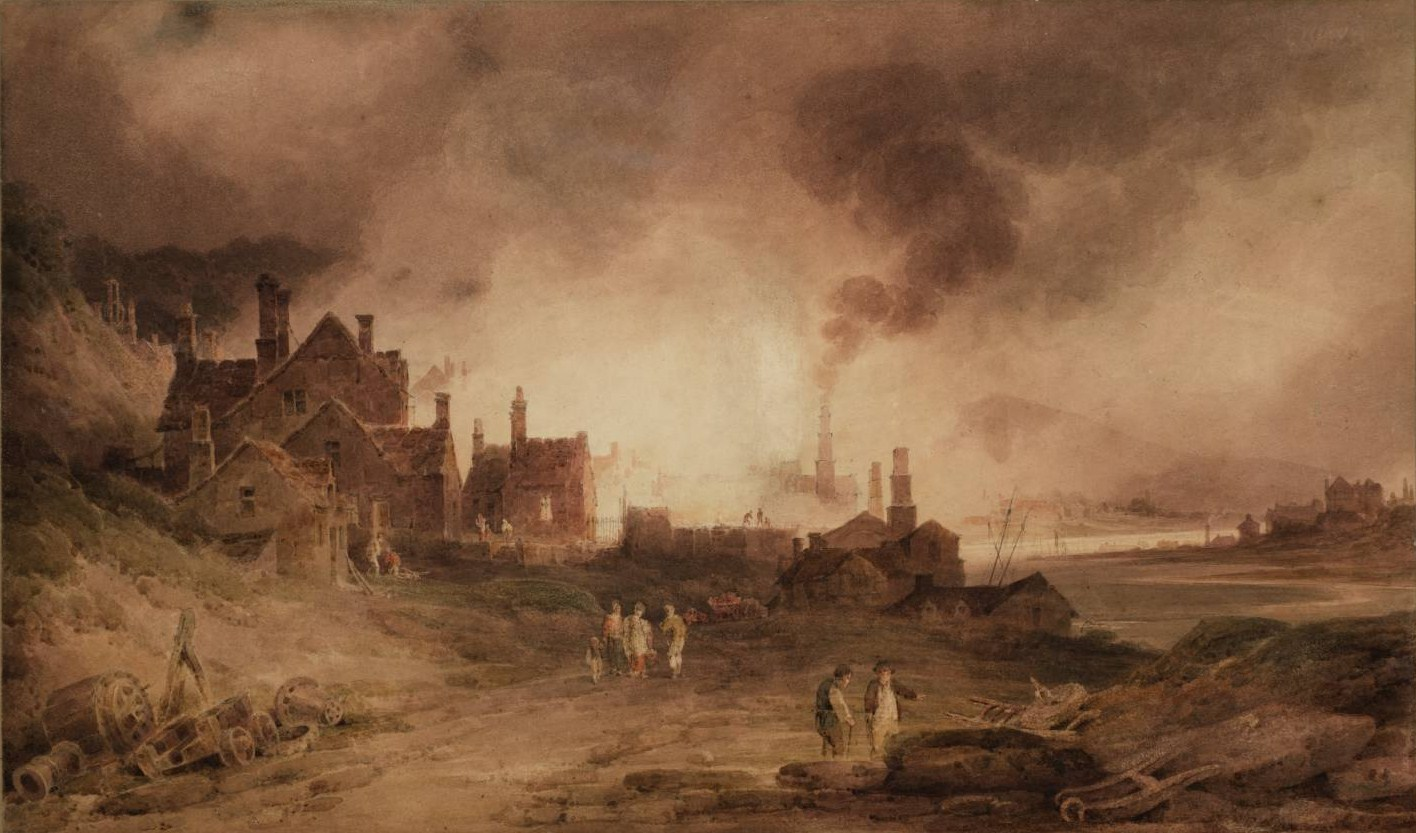
Bedlam Furnace, Madeley Dale, Shropshire (1803), Acuarela de Paul Sandby Munn.

Este proceso no fue aceptado por todos los trabajadores, es así como nace un moviendo social llamado El Ludismo, este se caracterizó por la extrema oposición de introducir maquinarias al proceso de producción. El movimiento realizó diversas protestas, tales como la destrucción de maquinarias, en la que se destaca la del telar mecánico de "Ned Ludd", el líder de este movimiento y dueño del taller. Este movimiento nace por la precaria situación laboral de los trabajadores por la inclusión de las máquinas y las pérdidas de empleo que generaban estas mismas, ya que, por una máquina que se incluía, 9 trabajadores perdían su empleo.

### sigloXX
La automatización había existido por muchos años en una escala pequeña, y para mediados del siglo XX aún utilizaba mecanismos simples para automatizar tareas sencillas de manufactura. El concepto solamente llegó a ser realmente práctico con la adición (y evolución) de las computadoras digitales, cuya flexibilidad permitió manejar cualquier clase de tarea. Las computadoras digitales con la combinación requerida de velocidad, poder de cómputo, precio y tamaño, como para ser aplicadas en la industria, empezaron a aparecer en la década de los años 1960. Antes de ese tiempo, las computadoras industriales eran exclusivamente computadoras analógicas y computadoras híbridas. Desde entonces las computadoras digitales tomaron el control de la mayoría de las tareas simples, repetitivas, tareas semiespecializadas y especializadas, con algunas excepciones notables en la producción e inspección de alimentos. Como un famoso dicho anónimo dice, "para muchas y muy cambiantes tareas, es difícil remplazar al ser humano, quienes son fácilmente vueltos a entrenar dentro de un amplio rango de tareas, más aún, son producidos a bajo costo por personal sin entrenamiento".

## Obsolescencia
La automatización del trabajo demuestra la obsoleta de los artefactos y del trabajo humano esto a través de:
- Percibidas: este se refiere a lo que las normas generan. Un ejemplo de esto es al cambiar los zapatos sin que esto sea necesario, eso se da ya que el producto está fuera de moda.
- Programada: Se da por el constante cambio tecnológico que afrontan los artefactos, al dejar de funcionar o no cumplir con lo necesario actualmente. Este utiliza recursos del consumo para el re-cambiar del producto una y otra vez.
- Laboral: también conocida como el desempleo tecnológico, esta se refiere a los empleados que no pueden adaptarse a los cambios tecnológicos y son desplazados por nuevos profesionales o robot.